# فاني لوبيز خيمينيز
فاني لوبيز خيمينيز (بالإسبانية: Fanny López Jiménez)‏ هي عالمة آثار مكسيكية، ولدت في 1970.